# اثر زیست‌محیطی آبیاری

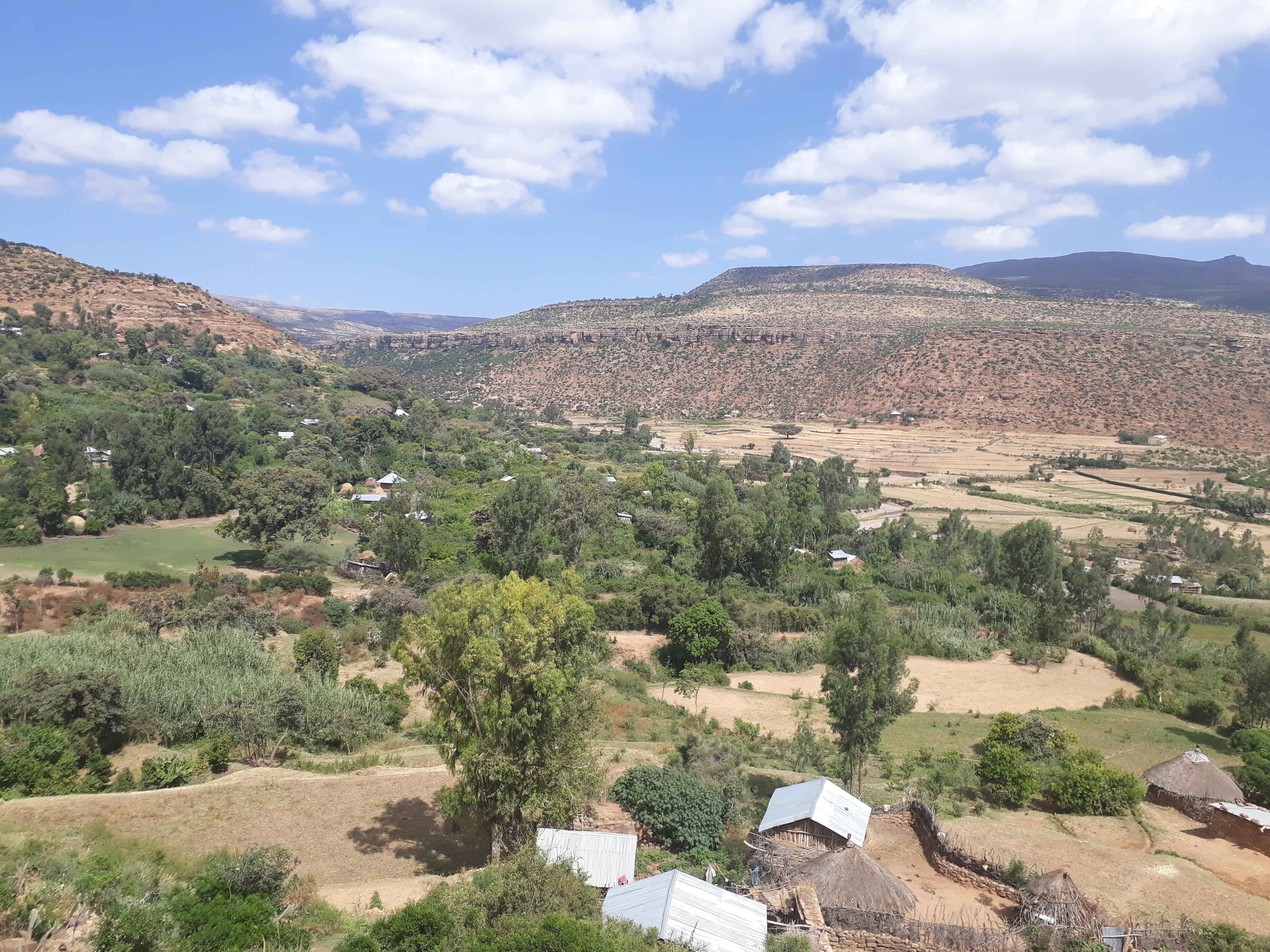
نخستین اثر زیست‌محیطی افزایش رشد محصول مانند باغ‌های روباکسا در اتیوپی است

اثر زیست‌محیطی آبیاری (به انگلیسی: Environmental effect of irrigation)، به تغییرهای کمی و کیفی خاک و آب در نتیجه آبیاری و اثرات پیایند آن بر شرایط طبیعی و اجتماعی در حوضه رودخانه‌ها و پایین‌دست یک طرح آبیاری مربوط می‌شود. این اثرات ناشی از شرایط هیدرولوژیکی تغییریافته پس از نصب و اجرای طرح آبیاری است.

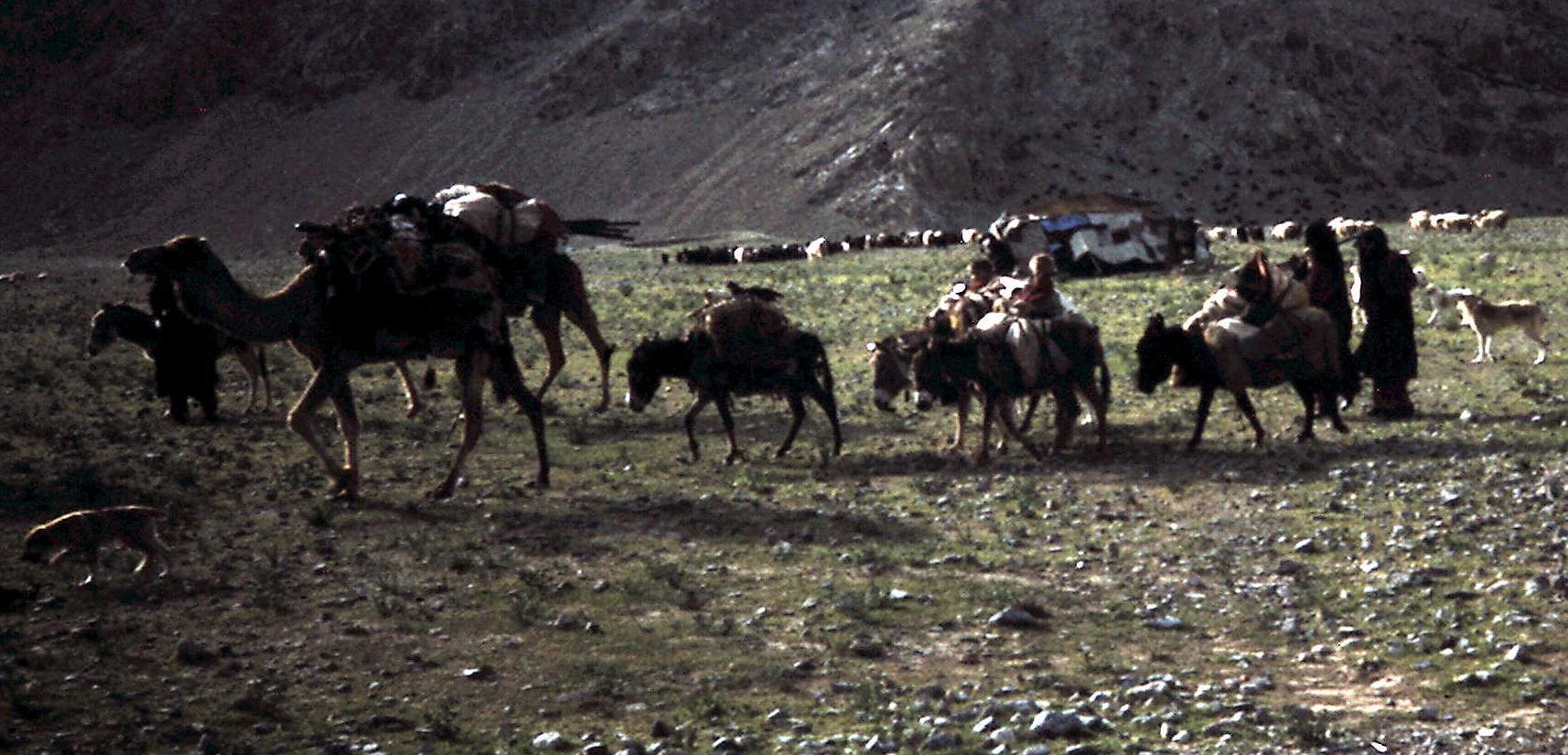
آب برای دامداران عشایر بلوچستان به دلیل پیشرفت‌های جدید آبیاری کمیاب می‌شود

از جمله برخی از این مشکلات می‌توان به تخلیه سفره‌های زیرزمینی از طریق برداشت بی‌رویه اشاره کرد. خاک می‌تواند به دلیل یکدست‌نبودن پراکندگی یا مدیریت هدررفت آب، مواد شیمیایی، بیش از اندازه آبیاری شود و ممکن است سبب آلودگی آب شود. آبیاری بی‌رویه می‌تواند باعث زهکشی عمیق از سطح ایستابی شود که می‌تواند سبب بروز مشکلات شوری آبیاری شود که نیاز به کنترل سطح آب توسط نوعی زهکشی زیرسطحی دارد. با این حال، اگر خاک تحت آبیاری باشد، کنترل شوری خاک را ضعیف می‌کند که سبب افزایش شوری خاک و در نتیجه تجمع نمک‌های سمی در سطح خاک در مناطق با تبخیر زیاد می‌شود. این امر به شستشو برای حذف این نمک‌ها و روش زهکشی برای انتقال نمک‌ها نیاز دارد. آبیاری با آب شور یا پر از سدیم ممکن است به دلیل تشکیل خاک قلیایی به ساختار خاک آسیب برساند.